# Derbi GPR
La Derbi GPR, il cui nome significa Grand Prix Replica è una motocicletta di piccola cilindrata (50 cm³ e 125 cm³), prodotta dalla casa motociclistica Derbi dal 1990 al 2013. Di questo modello sono stati presentati 2 differenti versioni: carenata con il nome "Racing" e naked con il nome "Nude".

## Storia
Questo modello venne presentato a Milano nel 1989 e messo in produzione l'anno successivo. In seguito venne anche realizzato come ciclomotore.
Nel 2003 vennero presentate all'EICMA le nuove versioni che avrebbero rappresentato la quarta serie. Tra questi, il design della versione nuda venne realizzato dalla MDA (Motorcycle Design Association).
Con la quarta serie, presentata nel 2004, venne ampliata la gamma grazie all'introduzione di una motorizzazione di cilindrata 125. Tale modello venne sviluppato in un periodo dove stavano aumentando le offerte per mezzi 125 a marce stradali, sia di tipo carenato che scarenato.
Nel febbraio 2006 la GPR 125 venne proposta anche a marchio Gilera ribattezzata SC 125.

## Descrizione

### Prima serie
Derivata dall’Aprilia AF1 50 tramite un accordo tecnico tra i due costruttori, la prima serie della GPR venne introdotta sul mercato spagnolo nel 1990 nella cilindrata da 75 cm³, nel 1991 il modello base venne affiancato dalla versione Sport 75.
Esteticamente simile alla sorella AF1, la carenatura era molto elaborata, in quanto il cupolino risultava decisamente bombato dal momento che ospitava il doppio faro rotondo anteriore. Le carenature laterali erano provviste di due prese dell'aria, di cui una più alta per il radiatore e una più piccola posta subito sotto. Essi erano abbinati a due sfoghi dell'aria, di cui uno per il radiatore e uno decisamente più piccolo sulla parte inferiore vicino al puntale. Il serbatoio era sagomato per accogliere le gambe, mentre il codino era molto squadrato e presentava una feritoia di sfogo d'aria ai lati. La sella era del tipo a due pezzi e si presentava molto estesa, in particolar modo quella del guidatore.
Il telaio era lo stesso dell’Aprilia AF1 con schema a doppio trave con il supporto delle pedane pilota ricavate direttamente sul telaio stesso, con telaietto saldato. Il motore era di produzione Derbi raffreddato a liquido, munito di nuova valvola in aspirazione e lubrificazione separata. Il cambio era a 6 marce, mentre le sospensioni anteriori erano a forcella da 40 mm con corsa da 140 mm. Il motociclo era fornito inoltre di freni a disco e pinze Grimeca, cerchi a nove razze per il posteriore e a sette per l'anteriore e di un monoammortizzatore posteriore per il forcellone monobraccio, i quali erano collegati tra loro tramite un sistema progressivo.

### Seconda serie
Introdotta in Spagna nel giugno 1997 e prodotta fino al 2001, la seconda serie è frutto di un accordo con l’italiana Cagiva e si basa sul modello Cagiva Prima 75 ma con motore dalla cubatura ridotta a 50 cm³ e vede l’aggiunta delle pedane del passeggero e le maniglie laterali basse sotto il codino.
La carena fu resa più accattivante e particolare posizionando i fari non a filo della carenatura e più interni ad essa. Il serbatoio venne sagomato per accogliere le gambe e fu predisposto per alzarsi ruotando sul perno anteriore. Sotto di esso è stato inserito uno scomparto per gli oggetti.
Di questo modello venne presentata anche una versione “Replica” nel 2001.
L'impianto frenante anteriore è alla sinistra della ruota, vicino alla trasmissione finale, mentre quello posteriore è posizionato sulla destra, accanto al miscelatore meccanico per la lubrificazione separata. Il telaio ospita la batteria nella sua zona anteriore, mentre il contenitore dell'olio motore e il vaso d'espansione del circuito di raffreddamento sono posti vicino alla sella pilota, subito davanti alla scatola dell'aria.

### Terza serie
La terza serie della GPR 50 è stata immessa nel mercato nel maggio 2002 ed è un lieve restyling della precedente generazione.
L'unica versione disponibile di questa serie è dotata di cilindrata 50 carenata, con una carenatura molto rotondeggiante e pulita dove mancano feritoie e prese d'aria. Nel design si ha un'integrazione delle selle alla linea del ciclomotore, i doppi fari del cupolino vengono sovrapposti, il serbatoio rimane sagomato per accogliere le gambe e gli indicatori direzionali vengono ridisegnati con una forma ovale.
I cerchi sono a tre razze e le sospensioni sono del tipo rovesciato. La forcella posteriore è del tipo scatolato, mentre l'impianto frenante a disco anteriore è disposto a sinistra accanto alla trasmissione finale, in opposto a quello posteriore posizionato a destra.

### Quarta serie
Anticipata dal prototipo Derbi GPR 80 Cup presentato ad EICMA nel 2003, la quarta serie viene presentata nel maggio del 2004 e viene prodotta fino al 2009.
Questa serie è un progetto sviluppato totalmente da Derbi e per la prima volta viene resa disponibile accanto la classica versione carenata denominata “Racing” anche una naked denominata GPR “Nude” con estetica specifica e doppio fanale anteriore.
La ciclistica è la medesima per le diverse cilindrate della serie ed è diversa dai modelli presenti sul mercato in quanto viene utilizzato un impianto frenante radiale all'anteriore abbinato ad un disco da 300 mm e un impianto posteriore da 180 mm. Tale configurazione, data la sua minore dimensione riduce la possibilità di bloccaggi, facilitando anche l'utilizzo in curva per i meno esperti. Oltre a ciò è stata inserita una gomma posteriore più piccola rispetto al passato, nella misura di 130/70 per i primissimi esemplari del primo anno, cambiata poi in 140/70 dal 2006.
Questa serie venne presentata in due diverse cilindrate. La prima era la 50, dotata di un motore Derbi EBS 050 2T munito di miscelatore nel Model Year 2005, sostituito poi nel Model Year 2006 da un più moderno Piaggio D50B. La seconda era la 125, il cui motore era un Minarelli-Yamaha 2T derivato dalla Yamaha TZR 125 e che è stato rivisto nel suo insieme, con degli accorgimenti sull'alimentazione e sullo scarico.

### Quinta serie
Ad EICMA nel novembre 2008 venne presentata l'ultima serie della GPR che viene posta in vendita dal 2009. Inizialmente era prevista la sola cilindrata 125, ma dal 2010 venne aggiunta anche la cilindrata 50.

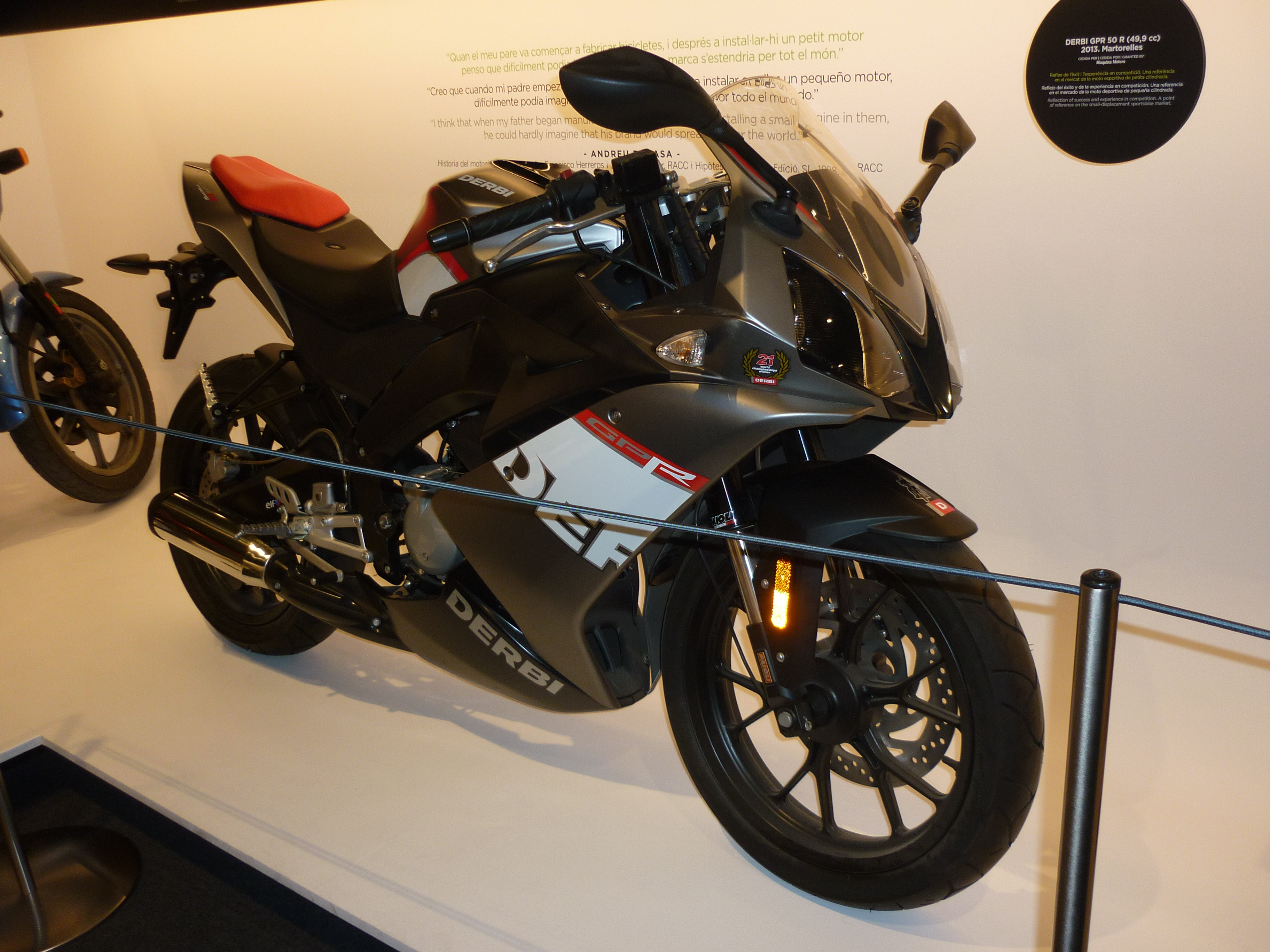
Derbi GPR 50 R del 2013

Rispetto alla serie precedente, la GPR 5ª serie è stata presentata nella sola versione Racing. Essa presenta numerose variazione nel design, in quanto lo scarico è stato spostato dal codino alla parte bassa laterale, il quadro strumentazione è stato integrato maggiormente, gli indicatori di direzione sono stati separati dagli specchietti retrovisori, il codino è stato ridisegnato con una linea più filante, le selle sono state rese più tondeggianti, il serbatoio è diventato meno spigoloso nella zona delle gambe e il cupolino ha perso le due prese d'aria laterali, le quali sono diventate una sola centrale.
Tra gli aggiornamenti si possono notare un telaio più sagomato, curato e grande e una forcella più asimmetrica. La capriata di rinforzo ora è presente solo al lato sinistro, mentre per l'impianto frenante che anteriormente ha le stesse misure, al retrotreno ha una misura più abbondante ed in linea con la concorrenza. In comune con la precedente versione si possono trovare i cerchioni delle ruote e le pinze dei freni.
La GPR con cilindrata 50 è equipaggiata con un propulsore Derbi 2T con miscelatore, mentre la 125 ha un motore Derbi/Piaggio quattro tempi raffreddato a liquido.